# We Owned the Night
«We Owned the Night» — второй сингл с третьего студийного альбома американской кантри-группы Lady Antebellum Own the Night, изданный 15 августа 2011 года. Авторами песни являются члены группы Чарльз Келли, Дэйв Хэйвуд, а также Даллас Дэвидсон.
В декабре 2011 года сингл возглавил кантри-чарт Billboard Hot Country Songs.

## Отзывы критиков
Рецензент сайта Idolator заявил, что песня понравится не только любителям жанра кантри, но и очень многим слушателям, поскольку она представляет собой смешение различных жанров и попадает в формат многих радиостанций. Taste of Country поставил песне 4,5 балла из 5, отметив текст песни и новый, более сексуальный стиль группы.

## Список композиций
| №  | Название             | Длительность |
| -- | -------------------- | ------------ |
| 1. | «We Owned the Night» | 3:17         |

## Позиции в чартах
| Чарт (2011)                         | Лучший результат |
| ----------------------------------- | ---------------- |
| Канада (Billboard Canadian Hot 100) | 29               |
| США (Billboard Hot 100)             | 32               |
| США (Billboard Hot Country Songs)   | 1                |

## Хронология релизов
| Страна | Дата            | Формат               | Лейбл           |
| ------ | --------------- | -------------------- | --------------- |
| США    | 12 августа 2011 | Цифровая дистрибуция | Capitol Records |